# 自由韩国党
自由韓國黨（韩语：／ Jayuhangukdang），简称韓國黨或自韩党，大韓民國已解散的保守主义右翼政黨，原名大国家党（韩语：／ Hannaradang），2012年更名為新世界党（韩语：／ Saenuridang），2017年更名为最終黨名。该党由新韩国党和民主黨于1997年11月合并而成，在1997年至1998年、2008年至2017年间是韩国的执政党，解散前為韓國政壇的第一大在野黨。2020年2月17日，與新保守黨、向未來前進4.0合併為未來統合黨而解散。

## 歷史

### 大国家党时期（1997年-2011年）

#### 创党背景
韩国保守派政党的滥觞，可追溯到开国总统李承晚于1951年建立的自由党。1963年，時任國家重建最高會議議長朴正熙為競選總統而成立民主共和黨。1981年，国家安保非常委员会常任委员长全斗煥建立民主正義黨作為新的執政黨，其后则就任韩国总统。1990年，民主正義黨與在野的統一民主黨和新民主共和黨三黨合併，成立民主自由黨。1995年，民主自由黨更名為新韓國黨，时任总统金泳三担任总裁。

大國家黨初期政黨標誌（1997年～2004年）

1997年，韩国陷入亚洲金融风暴的危机之中，金泳三政府和新韩国党的声望一落千丈。金泳三虽宣布辞去总裁职务并退出新韩国党，但仍无法挽救该党总统候选人李会昌的民调。另一方面，原第一在野党民主党在原总裁金大中所建新党——新政治国民会议的挤压下，生存空间不断缩减。为挽救总统大选败局，新韩国党新任党总裁李会昌与民主党总裁赵淳达成协议，两党合并为大国家党，赵淳出任党总裁，李会昌继续代表党参选总统，但因為保守派分裂，最终仍然以微弱劣势负于金大中，結束保守派近五十年的執政。

#### 失去的十年
大国家党败选之后，党内出现“跳船潮”，大批国会议员转投新的联合执政党——金大中的新政治国民会议和金钟泌的自由民主联合，使得执政党议席数单独过半；与此同时进行的1998年地方选举中，大国家党仅得6席，失去首都圈所有席次。

大國家黨后期政黨標誌（2004年～2012年）

在保守派困难之际，李会昌接任总裁职务，他成功遏止了大国家党的脱党潮，引进了吴世勋等年轻人才，并借助联合执政党分裂，在2000年国会选举保持住了第一大党的地位，并赢下2002年地方选举，李会昌趁势再次获得大国家党总统提名。但最终仍然以微弱劣势负于新千年民主党候选人卢武铉，李会昌选后宣布退出政坛。
卢武铉就任韩国总统后，大国家党非法政治献金丑闻被曝光，支持率直线下降。2004年，大国家党与民主党、自民联一同参与了对卢武铉的弹劾，再度与民意逆风相撞，支持率大减。朴正熙长女朴槿惠在危急关头出任党首，她出售了旧党部大楼，用汝矣島中小企业展示用地搭起的帐篷作党部，在全国各地积极辅选，并在3月30日晚含泪发表了极具感染力的电视演说。最终大国家党在国会选举中获得了121个席位，保住了100席修宪门槛的同时，成为韩国第一大在野党。两年后的地方选举中，大国家党大获全胜，朴槿惠在党内赢得了巨大的声望。
而时任首尔市长李明博在任期间，完成了包括清溪川整治、首尔公交系统改造、首尔广场改造、建造首尔森林公园、打造首尔文化等市政工程，满意度居高不下。2007年大国家党总统初选也成为了李朴二人的对决，李明博最终以领先1.5%的微弱优势战胜朴槿惠，当选总统候选人。
2007年12月19日，第十七屆韓國總統選舉，李明博以绝对优势勝選，結束自由派長達十年的執政。

#### 李明博政府

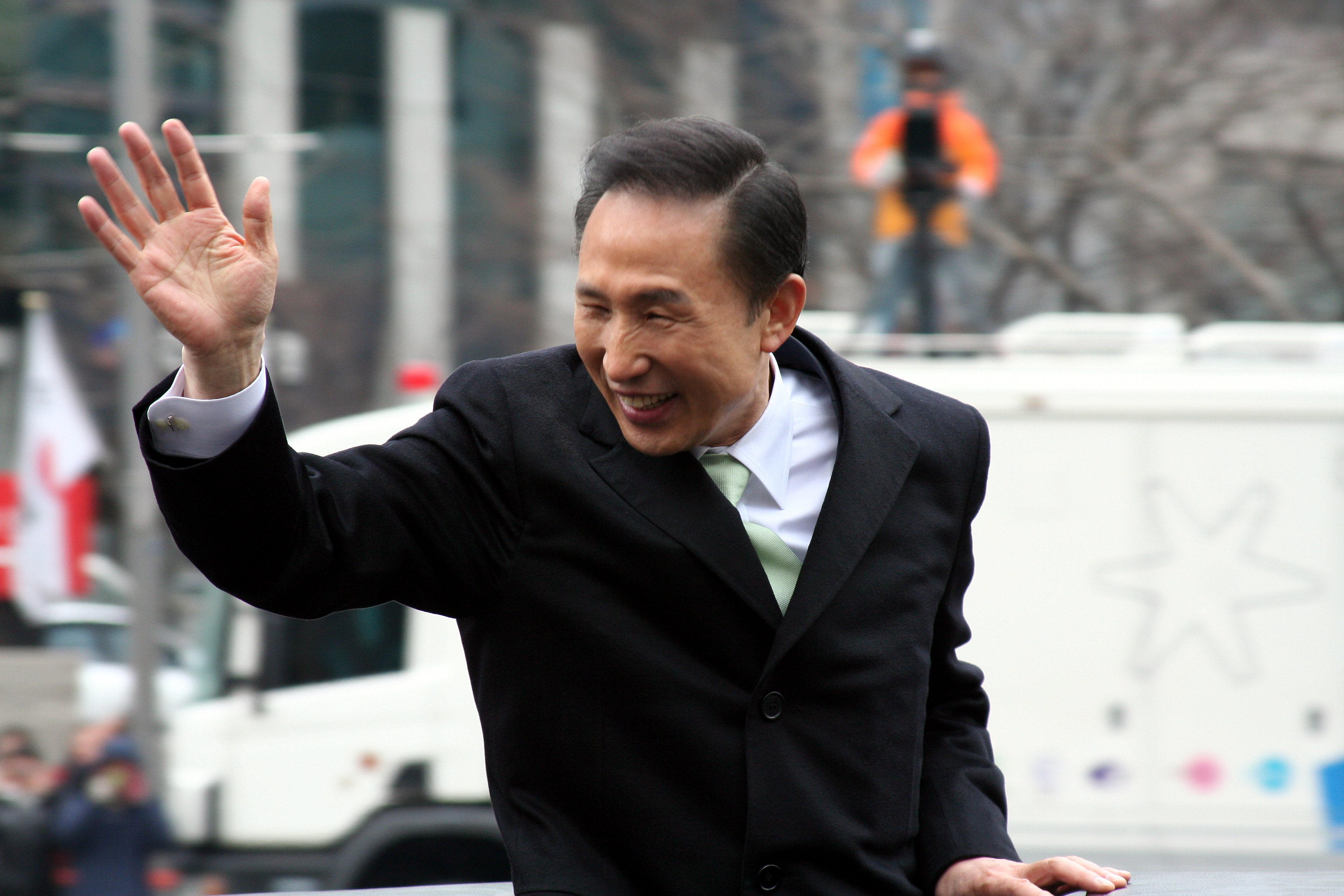
李明博就任总统

2008年3月国会选举前夕，亲李明博派主导的大国家党在候选人推荐中大举去除亲朴槿惠派，引发亲朴派大规模退党，组建未來希望連帶。结果大国家党虽然成功单独过半，但李明博的亲信李在五、李方镐等落选。
李明博在竞选期间提出了经济增长7%，国民人均收入达4万美元，韩国成为世界第7大经济体的“747计划”。不过李明博上任伊始便遭遇全球金融海啸。李明博政府虽然采取积极的救助措施，并快速收获成效，但在他执政期间，韩国经济平均增长率仅为2.9%，是历届政府的最低数据。与此同时，李明博还接连陷入人事安排不当、独断专行引进美国牛肉、对卢武铉调查导致其坠崖身亡、天安号沉没事件、延坪岛炮击事件等安保危机、干预KBS、MBC等媒体、强行更改世宗市迁都规划、胞兄涉贪等一系列负面事件之中，支持率长期低迷，最终导致了大国家党在2010年地方选举和一年后的首尔市长补选里告负，选举当日还发生大国家党议员崔球植秘书攻击中选会和在野党候选人网站事件，导致大国家党民调重挫，保守派再次陷入危机。

### 新世界黨時期（2012年-2016年）

新世界黨時期政黨標誌

大国家党前党首朴槿惠再次出马，担任大国家党非常对策委员长，将党名改为新世界黨。朴槿惠成功完成党内统合，趁着在野党陷入内乱之际，2012年4月的國會選舉中，新世界黨成功以些微優勢取得過半席位，朴槿惠在党内居于一尊的地位更加巩固，并被提名为总统候选人。朴槿惠在民调中始终保持稳定领先，最终以51.56％的得票率获胜，新世界党得以延續其執政地位。

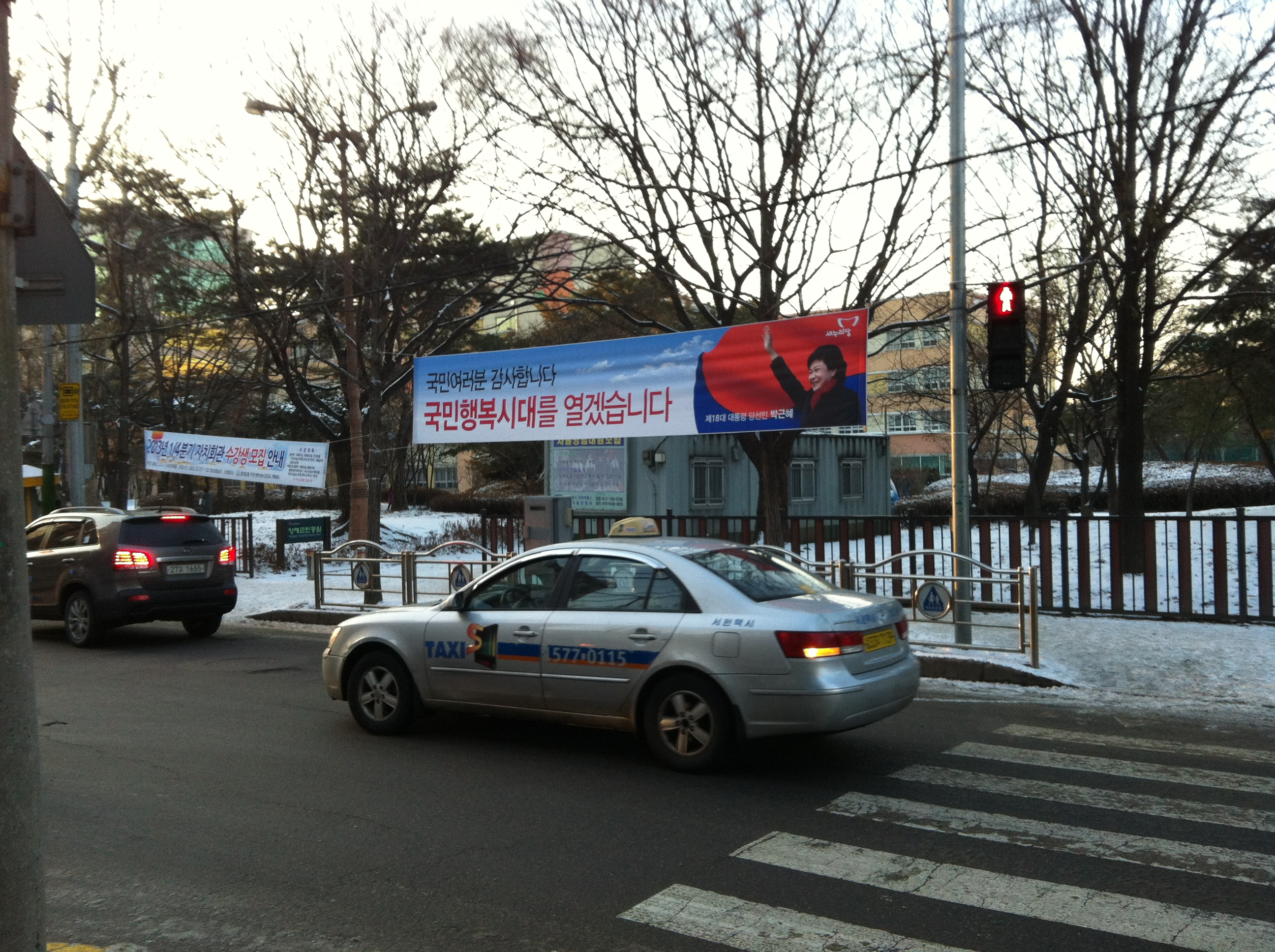
朴槿惠當選海報

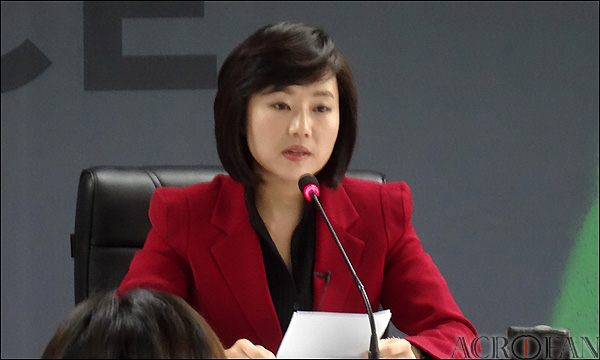
韓國第一位女性首席秘書趙允旋

#### 朴槿惠政府
朴槿惠当选之后，在野党开始陷入不停分合之中，坐视对手内讧的新世界党在2014年的地方选举和新政治民主联合平分秋色，并赢得补选四连胜。
然而，朴槿惠政府施政却接连出错：世越號事件、MERS事件，韩日慰安妇协议争端等政府表現再再顯示朴政府領導無方，且不愿与民众沟通；经济发展乏力，青年失业率居高不下也加剧了社会的不满情绪。党内在国会选举中又出现严重内讧，刘承旼等非朴派被排除出公荐名单，纷纷脱党参选。多层重压之下，2016年4月13日，新国家党第二十屆國會選舉仅得122席，淪為第二大黨。
2016年崔順實干政風波爆發後，朴槿惠和新世界党声望再遭重创，非朴派在外界压力下要求她馬上下台負責，但朴槿惠只開出了在2017年4月提前下台無需問責的條件，並無回應反對勢力的要求。12月9日，韓國國會通過朴槿惠彈劾案，172名在野黨國會議員及62名執政黨議員支持通過。黨內超過10位的親朴派議員倒戈投下贊成票。12月27日，反朴派認為黨內未有決心推動改革的力量，宣布集體退黨，成立改革保守新黨。2017年1月8日，改革保守新黨正式命名為「正黨」。

### 自由韓國黨時期（2017年-2020年）

#### 第二次在野
2017年2月8日，新世界黨達成「更改黨名洗心革面、為民服務」的共識，改名為自由韓國黨，简称韩国党或自韩党。
2017年3月10日，韓國憲法法院裁定韓國國會通過的朴槿惠彈劾案成立，朴槿惠被彈劾下台。面对保守派全面崩溃的局面，庆尚南道知事洪准杓在党内初选中获胜，代表自由韩国党参加提前举行的總統選舉。洪准杓在选战中猛打安保牌，称反朴的文在寅等人为“极左势力”，重新凝聚了保守派支持者，最终成功超越中间派的安哲秀名列第二，但仍大败文在寅17个百分点，550余万票。
洪准杓在选后当选为自由韩国党代表，开除朴槿惠党籍与其切割。但面对文在寅政府在南北关系取得的重大突破，洪准杓和自由韩国党对此反复批評「偽裝和平秀」。由于其訴諸極右立場招致选民强烈反感，再加上朝美峰会的影响，2018年6月13日的第七屆地方選舉和補選，使自由韩国党遭遇空前大慘敗：17席广域团体长仅得2席，12席国会议员补选仅得1席，洪準杓引咎辭職。
洪准杓下台后，朴槿惠政府末代国务总理，代总统黄教安于2019年2月28日当选新任党首。文在寅政府在民生問題上解決乏力，南北和朝美關係也陷入僵局，提名的新任法务部长曹国陷入多项争议，使得自由韩国党在民调上开始和共同民主党拉近。但由于黄教安延续洪准杓的极右民粹立场，而且在反曹国的节食抗议中出尔反尔，自由韩国党最终仍无法在民调上超越民主党。

#### 再度统合
2019年12月27日，国会选举制度改革法案获得通过。新制度下的47席比例代表席位中，30席通过联立制选出，17席通过并立制选出。自由韩国党反对这一改变，并宣布将成立专攻比例议席的卫星政党应对，2020年2月5日，自由韩国党的卫星党未来韩国党成立。
在自由韩国党更名后，退出新国家党的非朴派也在不断分化，原正党议员大部分回归自由韩国党，小部分在2020年初组建新保守党。正未来党籍国会议员李彥周也宣布退党，建立保守政党向未来前进4.0。为应对2020年国会选举，自由韩国党、新保守党和向未来前进4.0三党决定与其他保守市民团体统合，成立未来统合党。首任代表為黃教安，院內代表為沈在哲。未来韩国党则继续保留，应对比例代表选举，这是大国家党成立23年后保守阵营的再度统合。

## 党务组织

### 歷任黨首
| 大国家党前期（1997年-2003年） |                        |                      |                |                |
| 任次                          | 姓名                   | 職銜                 | 就任日期       | 离任日期       |
| 1                             | 趙淳                   | 總裁                 | 1997年11月21日 | 1998年8月4日   |
| 1                             | 李漢東                 | 代表委员             | 1997年11月21日 | 1998年4月10日  |
| 臨時                          | 李基澤                 | 總裁权限代行         | 1998年8月5日   | 1998年8月30日  |
| 2                             | 李會昌                 | 總裁                 | 1998年8月31日  | 2000年5月22日  |
| 臨時                          | 姜昌成                 | 總裁权限代行         | 2000年5月23日  | 2000年5月30日  |
| 3                             | 李會昌                 | 總裁                 | 2000年5月31日  | 2002年4月1日   |
| 臨時                          | 朴寬用                 | 總裁权限代行         | 2002年4月2日   | 2002年5月13日  |
| 4                             | 徐清源                 | 代表最高委员         | 2002年5月14日  | 2003年1月29日  |
| 臨時                          | 朴熺太                 | 代表最高委员权限代行 | 2003年1月30日  | 2003年6月26日  |
| 5                             | 崔炳烈                 | 代表最高委员         | 2003年6月26日  | 2004年3月22日  |
| 大国家党后期（2004年-2011年） |                        |                      |                |                |
| 任次                          | 姓名                   | 職銜                 | 就任日期       | 离任日期       |
| 6                             | 朴槿惠                 | 代表最高委员         | 2004年3月23日  | 2004年7月5日   |
| 臨時                          | 金德龍                 | 代表最高委员权限代行 | 2004年7月5日   | 2004年7月18日  |
| 7                             | 朴槿惠                 | 代表最高委员         | 2004年7月19日  | 2006年6月15日  |
| 臨時                          | 金映宣                 | 代表最高委员权限代行 | 2006年6月16日  | 2006年7月11日  |
| 8                             | 姜在涉                 | 代表最高委员         | 2006年7月11日  | 2008年7月2日   |
| 9                             | 朴熺太                 | 代表最高委员         | 2008年7月3日   | 2009年9月6日   |
| 10                            | 鄭夢準                 | 代表最高委员         | 2009年9月7日   | 2010年6月3日   |
| 臨時                          | 金武星                 | 非常对策委员长       | 2010年6月4日   | 2010年7月14日  |
| 11                            | 安商守                 | 代表最高委员         | 2010年7月14日  | 2011年5月8日   |
| 臨時                          | 郑义和                 | 非常对策委员长       | 2011年5月9日   | 2011年7月3日   |
| 12                            | 洪準杓                 | 代表最高委员         | 2011年7月4日   | 2011年12月9日  |
| 臨時                          | 羅卿瑗                 | 代表最高委员权限代行 | 2011年12月9日  | 2011年12月11日 |
| 黄祐呂                        | 代表最高委员权限代行   | 2011年12月12日       | 2011年12月18日 |                |
| 朴槿惠                        | 非常对策委员长         | 2011年12月18日       | 2012年2月13日  |                |
| 新世界党时期                  |                        |                      |                |                |
| 任次                          | 姓名                   | 職銜                 | 就任日期       | 离任日期       |
| 臨時                          | 朴槿惠                 | 非常对策委员长       | 2012年2月13日  | 2012年5月15日  |
| 1                             | 黄祐呂                 | 代表最高委员         | 2012年5月15日  | 2014年5月14日  |
| 臨時                          | 李完九                 | 非常对策委员长       | 2014年5月15日  | 2014年7月13日  |
| 2                             | 金武星                 | 代表最高委员         | 2014年7月14日  | 2016年4月14日  |
| 臨時                          | 元裕哲                 | 代表最高委员权限代行 | 2016年4月15日  | 2016年5月10日  |
| 鄭鎮碩                        | 代表最高委员权限代行   | 2016年5月11日        | 2016年6月1日   |                |
| 金熙玉                        | 革新非常对策委员长     | 2016年6月2日         | 2016年8月9日   |                |
| 3                             | 李貞鉉                 | 代表                 | 2016年8月10日  | 2016年12月16日 |
| 臨時                          | 鄭宇澤                 | 代表权限代行         | 2016年12月16日 | 2016年12月28日 |
| 印明鎮                        | 非常对策委员长         | 2016年12月28日       | 2017年2月13日  |                |
| 自由韩国党时期                |                        |                      |                |                |
| 任次                          | 姓名                   | 職銜                 | 就任日期       | 离任日期       |
| 臨時                          | 印明鎮                 | 非常对策委员长       | 2016年2月13日  | 2017年3月31日  |
| 鄭宇澤                        | 非常对策委员长权限代行 | 2017年4月1日         | 2017年7月2日   |                |
| 1                             | 洪準杓                 | 代表                 | 2017年7月3日   | 2018年6月14日  |
| 臨時                          | 金聖泰                 | 代表权限代行         | 2018年6月15日  | 2018年7月16日  |
| 金秉准                        | 創新非常對策委員長     | 2018年7月17日        | 2019年2月27日  |                |
| 2                             | 黃教安                 | 代表                 | 2019年2月28日  | 2020年2月17日  |

## 主要選舉記錄

### 總統大選
| 年度   | 選舉 | 候選人 | 得票       | 得票率 |  | 結果 |
| ------ | ---- | ------ | ---------- | ------ |  | ---- |
| 1997年 | 15屆 | 李会昌 | 9,935,718  | 38.7%  |  | 落選 |
| 2002年 | 16屆 | 李会昌 | 11,443,297 | 46.5%  |  | 落選 |
| 2007年 | 17屆 | 李明博 | 11,492,389 | 48.7%  |  | 當選 |
| 2012年 | 18屆 | 朴槿惠 | 15,773,128 | 51.6%  |  | 當選 |
| 2017年 | 19屆 | 洪準杓 | 7,852,849  | 24.0%  |  | 落選 |

### 國會選舉
| 年度   | 選舉 | 贏得席位  | 區域得票數 | 區域得票率 | 區域席位  | 比例得票數     | 比例得票率     | 比例席位 | 選舉結果         | 領袖            |
| ------ | ---- | --------- | ---------- | ---------- | --------- | -------------- | -------------- | -------- | ---------------- | --------------- |
| 2000年 | 16屆 | 133 / 273 | 3,112,985  | 33.5%      | 112 / 227 | 制度未採兩票制 | 制度未採兩票制 | 21 / 46  | ▲ 11席; 第一大黨 | 李會昌          |
| 2004年 | 17屆 | 121 / 299 | 8,083,609  | 37.9%      | 100 / 243 | 7,613,660      | 35.8%          | 21 / 56  | ▼ 16席; 第二大黨 | 朴槿惠          |
| 2008年 | 18屆 | 153 / 299 | 7,478,776  | 43.5%      | 131 / 245 | 6,421,727      | 37.4%          | 22 / 54  | ▲ 32席; 第一大黨 | 姜在涉          |
| 2012年 | 19屆 | 152 / 300 | 9,262,471  | 43.4%      | 127 / 246 | 9,129,226      | 42.8%          | 25 / 54  | ▼ 24席; 第一大黨 | 朴槿惠 （代理） |
| 2016年 | 20屆 | 122 / 300 | 9,200,690  | 38.3%      | 105 / 253 | 7,960,272      | 33.5%          | 17 / 47  | ▼ 24席; 第二大黨 | 金武星          |

### 地方選舉
| 年度   | 選舉 | 廣域團體首長 | 廣域自治議員 | 基礎團體首長 | 基礎自治議員   | 領袖   |
| ------ | ---- | ------------ | ------------ | ------------ | -------------- | ------ |
| 1998年 | 2屆  | 6 / 16       | 224 / 616    | 74 / 232     | 未開放政黨推薦 | 趙淳   |
| 2002年 | 3屆  | 11 / 16      | 467 / 682    | 136 / 227    | 未開放政黨推薦 | 徐淸源 |
| 2006年 | 4屆  | 12 / 16      | 557 / 733    | 155 / 230    | 1,621 / 2,888  | 朴槿惠 |
| 2010年 | 5屆  | 6 / 16       | 288 / 761    | 82 / 228     | 1,247 / 2,888  | 鄭夢準 |
| 2014年 | 6屆  | 8 / 17       | 416 / 789    | 117 / 226    | 1,413 / 2,898  | 李完九 |
| 2018年 | 7屆  | 2 / 17       | 137 / 824    | 53 / 226     | 1,009 / 2,927  | 洪準杓 |